# Aquilonismo da trazione
L'aquilonismo da trazione comprende tutte quelle attività, sportive o di ricreazione, che richiedono l'uso di un aquilone di grandi dimensioni, detto appunto aquilone da trazione, manovrabile e quindi non statico, che data l'ampia superficie velica fornisce una grande spinta. Principalmente questa branca dell'aquilonismo prevede l'uso di mezzi di vario tipo, che vengono trainati e manovrati attraverso il controllo stesso dell'aquilone da parte del pilota (dove la grande spinta serve appunto alla trazione del mezzo), ma può anche riguardare l'uso di un aquilone da trazione come un aquilone acrobatico (dove la spinta può essere un incentivo alle difficoltà delle evoluzioni). Un'ulteriore branca dell'aquilonismo da trazione che viene a volte definita aquilonismo estremo prevede l'esecuzione di acrobazie da parte dello stesso pilota, che utilizza la spinta per salti ed evoluzioni.

## Discipline
Le diverse discipline dell'aquilonismo da trazione hanno una loro precisa denominazione. Le principali sono:
- Kitesurfing
- Kitebugging
- Kitelandboarding
- Snowkiting

### Kitesurfing
Il kitesurfing (kitesurf, od anche kiteboarding) può essere considerata la disciplina principe del mondo della trazione: è certamente la più famosa e tra le più spettacolari. Le gare e le esibizioni si svolgono in un ambiente uguale (il mare e la spiaggia, a cui si aggiunge, nel caso del kitesurf, il lago) e con modalità simili a quello del surf (da cui ha ereditato, sebbene con notevoli modifiche, l'attrezzo principale, cioè la tavola). Come il surf, ha un suo stile di vita e un suo gergo (come, d'altra parte, le discipline "cugine" dello skateboard e dello snowboard) e un suo modo particolare di intendere le competizioni, che oltre al puro evento sportivo sono più un'occasione di festa, di esibizione e d'incontro tra appassionati. Naturalmente (come accade oramai in quasi tutte le discipline sportive) anche nel kitesurf esiste il professionismo, con circuiti di gare sia a livello mondiale che nazionale. Il kitesurf si pratica con una tavola, simile a una tavola da surf, che viene assicurata ai piedi del praticante (kitesurfer o, più brevemente, surfer od anche rider) tramite cinghie (straps o bindings); la propulsione viene data da un aquilone (kite, ma chiamato anche vela), pilotato tramite 4 o 5 cavi (linee) collegati a una barra di controllo in alluminio o carbonio, tramite rimandi di vario tipo. La barra (che consente il controllo sia della direzione che della trazione del kite) è collegata, tramite un sistema a gancio, a un'imbragatura (harness o trapezio), a sua volta indossata dal surfer a livello del bacino. Un sistema di sicurezza nella barra (chiamato depower) permette, in caso di pericolo, di togliere potenza alla vela allentando improvvisamente la tensione delle linee. A seconda delle situazioni il surfer può usare la barra staccata dal trapezio (ad esempio per eseguire acrobazie). Gli aquiloni usati nel kitesurf possono variare sia come dimensione (che dipende dalla forza del vento: maggiore è quest'ultima, minore sarà la superficie del kite, e viceversa) che come forma (queste variazioni riguardano principalmente particolari come le estremità, i bordi o la larghezza: la forma generale, cioè quella di un'ala piegata ad arco o a "C", è pressoché universalmente adottata). Tutti gli aquiloni usati in questa attività sono dotati di parti gonfiabili (bladders) che, oltre a conferire una certa rigidità alla vela ed a mantenerne la forma, ne garantiscono il galleggiamento e quindi la ripartenza in caso di caduta nell'acqua. Spesso nelle due estremità del kite (le zone dove sono agganciate le linee e dove quindi sono trasmessi i movimenti) sono inserite delle stecche in carbonio per assicurarne la rigidità e quindi la velocità nel tempo di risposta ai comandi (reattività). Nel kitesurfing si praticano diverse specialità, come gare di velocità, distanza o freestyle quindi, accanto a diversi tipi di vela, troviamo anche diversi tipi di tavola: monodirezionale, bidirezionale, da onda, wakeboard sono i modelli principali.

### Kitebugging
Questa attività prevede l'uso di un particolare veicolo da terreno chiamato buggy. Il buggy è formato da un'intelaiatura in metallo, che ospita un seggiolino per il pilota ed è fornito di tre ruote (una anteriore mobile e due posteriori fisse). Due piccole sbarre che fuoriescono dai lati del mozzo della ruota anteriore consentono al pilota di manovrare il buggy con i piedi. L'aquilone, che in questo caso può essere sia a 2 che a 4 linee, può essere collegato al pilota nello stesso modo del kitesurf. Spesso però al posto della barra e del trapezio si usano  2 maniglie separate: in tessuto imbottito (straps) nel caso si usino 2 linee;  o in alluminio o carbonio (handles), che sono sbarre dritte o piegate ad un certo angolo, nel caso si usino 4 linee. Nelle handles le linee vengono collegate a 2 per maniglia, assicurandone una a ciascun'estremità della handle stessa. Il motivo dell'uso delle maniglie risiede nella maggiore libertà di movimento del pilota e di guida del kite, libertà richieste dal sistema di guida del mezzo e dal fatto che spesso il buggy si muove in spazi ristretti (esempio classico: una spiaggia frequentata). Gli aquiloni usati nel kitebugging sono di tipo diverso da quelli usati nel kitesurf: infatti non hanno i bladders, che su terreno sarebbero inutili e renderebbero troppo ingombrante il kite (si ricordi che le vele da kitesurf rimangono in forma e non si afflosciano, proprio grazie a queste parti gonfiabili). Nel kitebugging si usano aquiloni flosci (cioè senza nessuna struttura portante rigida) o, meno frequentemente, semirigidi (cioè che hanno alcune parti rigide al loro interno, ma che non danno una forma permanente alla vela). Molto più raramente si possono trovare aquiloni da trazione rigidi, cioè completamente tenuti in forma da un'intelaiatura: ma i problemi che pongono in termini di ingombro, maneggevolezza e delicatezza (la struttura rigida in un aquilone ha sempre un rischio di rottura, specialmente con gli sforzi notevoli della trazione) ne sconsigliano l'uso e, di fatto, questo tipo di kite non è mai usato nell'aquilonismo da trazione. Si tenga anche presente che in caso di incidente (collisione dell'aquilone con cose o persone) un kite floscio è meno pericoloso di uno rigido o semirigido.

### Kitelandboarding
In questa disciplina (chiamata anche landboarding o landriding), che si svolge sempre su terreno, si usa un veicolo (landboard) che è un compromesso tra una tavola da snowboard ed uno skateboard. In pratica si tratta di una tavola, lunga intorno ai 90 centimetri e che può essere costruita in legno o materiale composito, alla quale sono applicate quattro ruote del diametro di 8 pollici (circa 20 centimetri). Le ruote sono montate su assi alle due estremità della tavola, e tali assi a loro volta sono dotati al centro di un sistema a perno oscillante ed ammortizzato che viene fissato alla tavola stessa. In questo modo il pilota (che troviamo anche con il nome di rider), spostando il peso del corpo, ottiene l'inclinazione della tavola e la conseguente sterzata degli assi, riuscendo così a controllare la direzione del landboard. Il rider ha i piedi assicurati alla tavola tramite bindings, come nel kitesurfing. Per quanto riguarda gli aquiloni, può essere ripetuto quanto detto a proposito del kitebugging.

### Snowkiting
Con questo nome si indica la pratica dello snowboard utilizzando la trazione di un kite. Come considerazioni tecniche sull'uso degli aquiloni, si può ripetere quanto detto nei paragrafi precedenti. Per quanto riguarda la disciplina sportiva, si può accorpare allo snowkiting anche il cosiddetto kiteskiing, che non è altro che lo sci praticato sempre con l'ausilio di un kite.

### Altro
L'idea di applicare aquiloni a mezzi di locomozione terrestri o marini, o di usare aquiloni come mezzo di locomozione, è vecchia quasi quanto l'idea stessa di aquilone. Ad esempio ci sono casi di kites utilizzati per la trazione di piccole imbarcazioni, come kayak, canoe e piccoli multiscafo: se ne può vedere qualcuna in giro per le spiagge o a qualche festival aquilonistico. Si ricordi a questo proposito che i primi esperimenti riguardanti il kitesurfing furono effettuati proprio con piccole barche trainate da aquiloni (che erano molto lontani dai modelli moderni). Esistono oggi dei kites utilizzati come nuovo tipo di vele (in aggiunta al set classico) nelle barche da regata e da crociera. Ci sono anche progetti per l'uso di aquiloni da trazione giganti da applicare a navi trasporto e passeggeri, al fine di risparmiare carburante; così come ci sono progetti di generatori eolici mossi da batterie di aquiloni. Sono stati usati con successo kites in spedizioni polari per trainare slitte o personale su sci. Se poi si volessero considerare come attività di aquilonismo da trazione anche il deltaplanismo, il paracadutismo e il parapendio (il deltaplano non è niente di più che un aquilone a delta gigante, mentre i moderni paracadute non sono altro che aquiloni a celle), si può notare come il campo dell'aquilonismo da trazione sia più vasto di quello che potrebbe sembrare.